# Höra församling
Höra församling var en församling  i Skara stift i nuvarande Lidköpings kommun. Församlingen uppgick 1803 i Järpås församling.
Församlingskyrka var Höra kyrka.

## Administrativ historik
Församlingen har medeltida ursprung och uppgick 1803 i Järpås församling, efter att före dess ingått i samma pastorat.